# Changhe
Jiangxi Changhe Automobile Co. Ltd è una casa automobilistica cinese fondata il 26 novembre 1999. Fa parte del gruppo BAIC.

## Storia

### Predecessore
La Changhe Machinery Factory venne fondata il 22 novembre del 1969 dalla Changhe Aircraft Industries Corporation, azienda produttrice di elicotteri, ed è il predecessore della Changhe Automobile.
Nel dicembre 1973 è avvenuta la costruzione del primo autobus e nell’ottobre del 1975 parte la produzione in serie del modello: si trattava di un bus turistico da 15 posti destinato in prevalenza ad enti di stato. 
Nel dicembre 1982 si avviano gli studi di una piccola autovettura utilitaria ma a causa della scarsità di fondi il progetto venne cancellato. 
In cerca di un partner la Changhe stringe nel giugno 1995 un importante accordo con la Suzuki e viene costituita la joint venture Jiangxi Changhe-Suzuki Automobile Limited per la produzione di minivan e veicoli commerciali di origine Suzuki in Cina destinati al mercato locale.  
Nel novembre 1997 viene acquisita la fabbrica Anhui Huaihai Machinery Factory e viene costituita la Hefei Changhe Automobile Limited.
L’accordo con Suzuki diviene estremamente importante e profittevole e alla gamma di veicoli commerciali si affiancheranno anche modelli di autovetture utilitarie.

### 1999: Nascita della Changhe Automobile

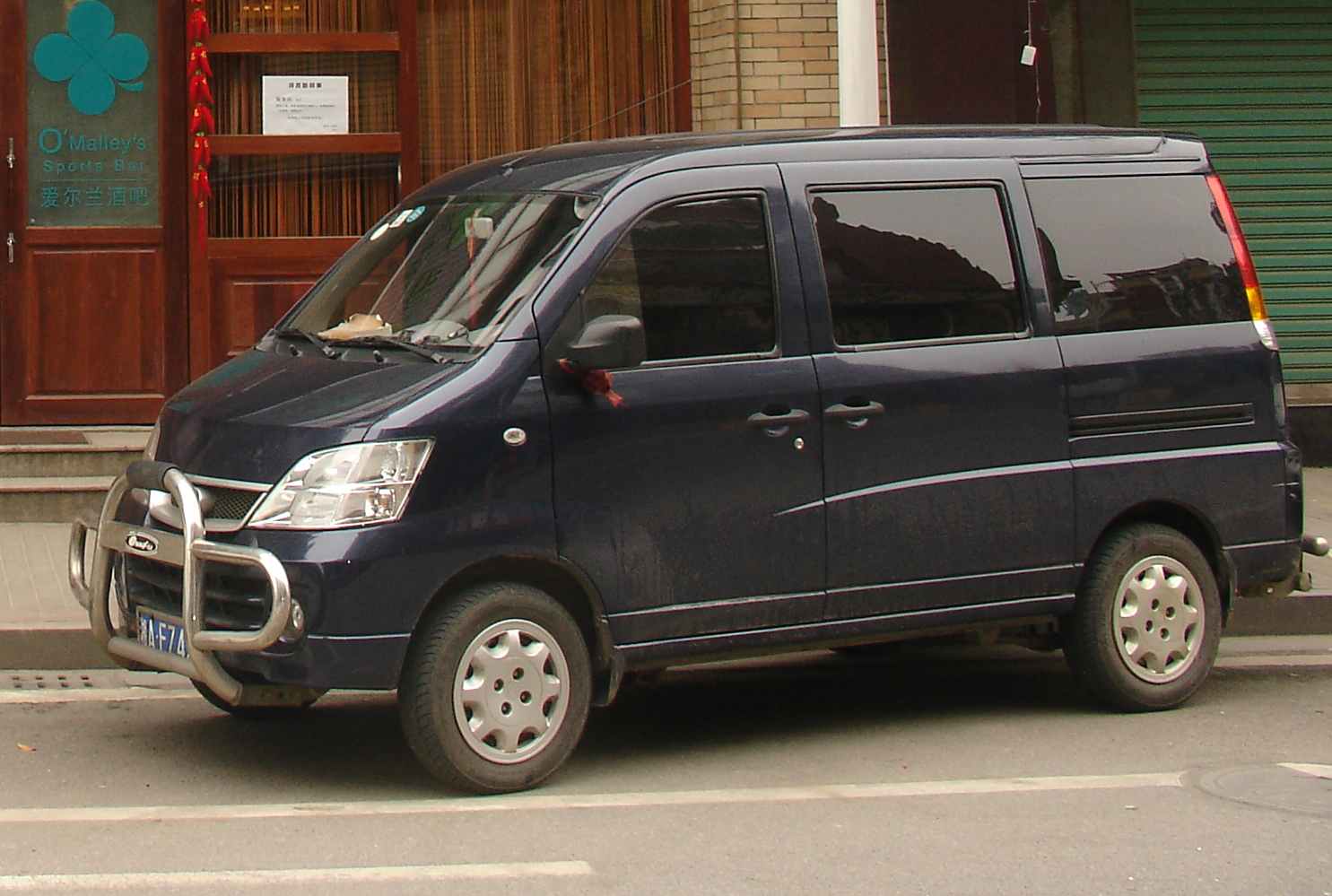
Il minivan Changhe Freedom

Il 26 novembre 1999 è stata ufficialmente costituita la Jiangxi Changhe Automobile Co., Ltd., sussidiaria della Changhe Aircraft Industries destinata unicamente alla produzione di autovetture. Ciò ha permesso di diversificare la produzione di elicotteri della casa madre da quella di autovetture realizzate con Suzuki. 
Il 6 luglio 2001, Jiangxi Changhe Automobile Co., Ltd. è stata quotata in borsa nel mercato A-Share, con il codice azionario 600372;
Il 29 ottobre 2003 è stato avviato il progetto di realizzazione di una fabbrica di motori a combustione interna. 
Nel novembre 2009 Changhe viene ceduta al gruppo Chang'an Motors e viene ritirata dalla borsa.

### Gruppo BAIC
Nel novembre 2013, il 70% di Changhe Auto è stato rilevato dal Beijing Automotive Group (BAIC).
Changhe Auto ha attualmente stabilimenti di produzione nelle due città di Jingdezhen e Jiujiang, entrambe nella provincia di Jiangxi, e un altro più piccolo a Hefei nella provincia di Anhui, con una capacità annua totale di 270.000 veicoli all'anno.

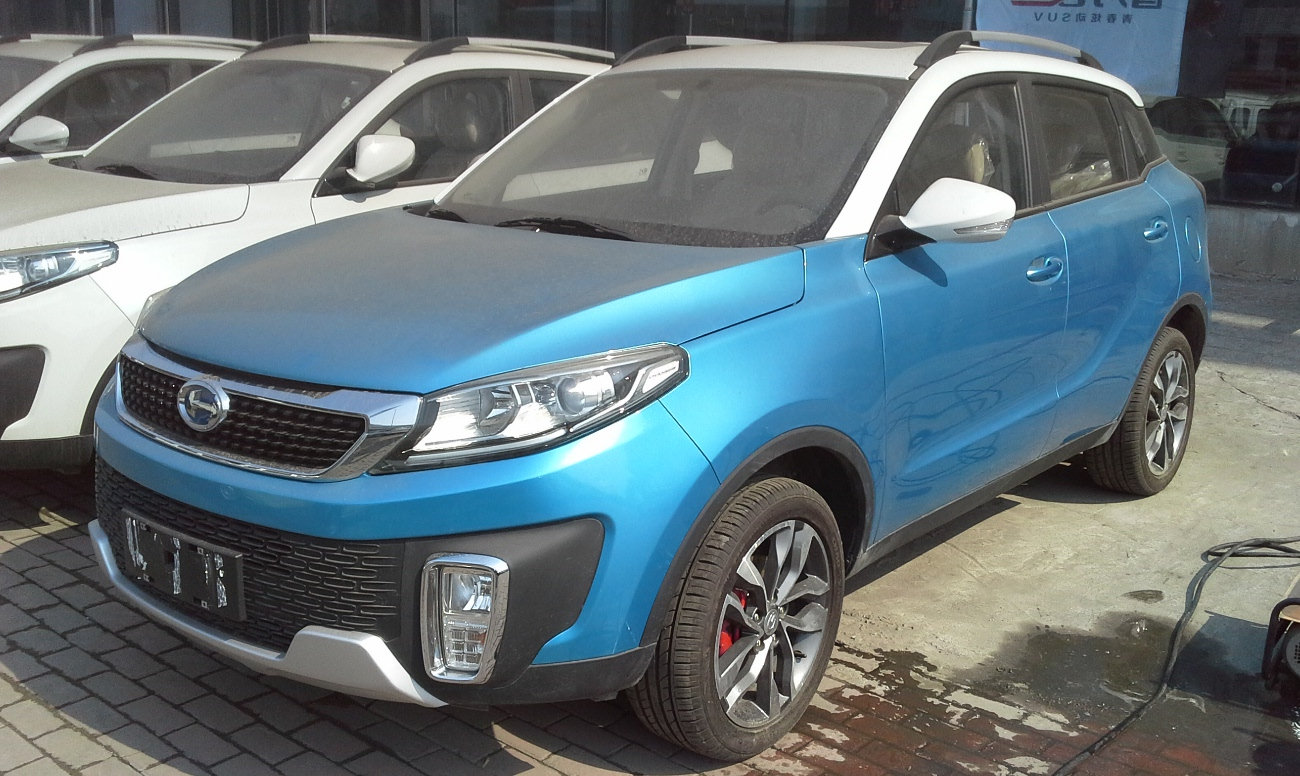
Changhe Q35 basato sul telaio della BAIC Senova X35

Da quando il gruppo BAIC è diventato proprietario di maggioranza di Changhe Auto, BAIC e la casa automobilistica giapponese Suzuki Motor Corporation non sono più state in grado di concordare reciprocamente un modello di cooperazione in materia di sviluppo di nuove auto. La Suzuki, a causa delle basse vendite dei propri prodotti in Cina aveva deciso di ritirarsi da tale mercato e la Changhe rimasta senza commesse ha iniziato a sviluppare modelli su piattaforme e tecnologie di origine BAIC. Uno dei primi modelli fu la Changhe Freedom M50 lanciata nel fine 2014 è che altro non era che una gemella della minivan "Weiwang M20" prodotta dalla BAIC. Nel 2017 Suzuki ritira il proprio marchio dal mercato cinese tuttavia la produzione di alcune autovetture giapponesi (come la Wagon R+ e la Liana) continuerà adottando il marchio Changhe. Il secondo modello progettato in proprio sarà una berlina basata sul telaio "BAIC Senova D50". 
Suzuki Motor Corporation ha venduto le sue quote nella joint venture Jiangxi Changhe-Suzuki Automobile nel giugno 2018. Termina così definitivamente la produzione dei modelli giapponesi in Cina. 
Dal 2018 Changhe produce soli veicoli di origine BAIC diventandone il brand “low cost”. La gamma si articola su modelli di autovetture di tipo berline e SUV oltre che minivan elettrici venduti anche a marchio BAIC.

## Autovetture prodotte

### In produzione
- Changhe A6
- Changhe Big Dipper
- Changhe Freedom M50
- Changhe Freedom M60
- Changhe Freedom M70
- Changhe Q25
- Changhe Q35
- Changhe Q7

### Fuori produzione
- Changhe Ideal
- Changhe Freedom
- Changhe Fuyun
- Changhe Haitun

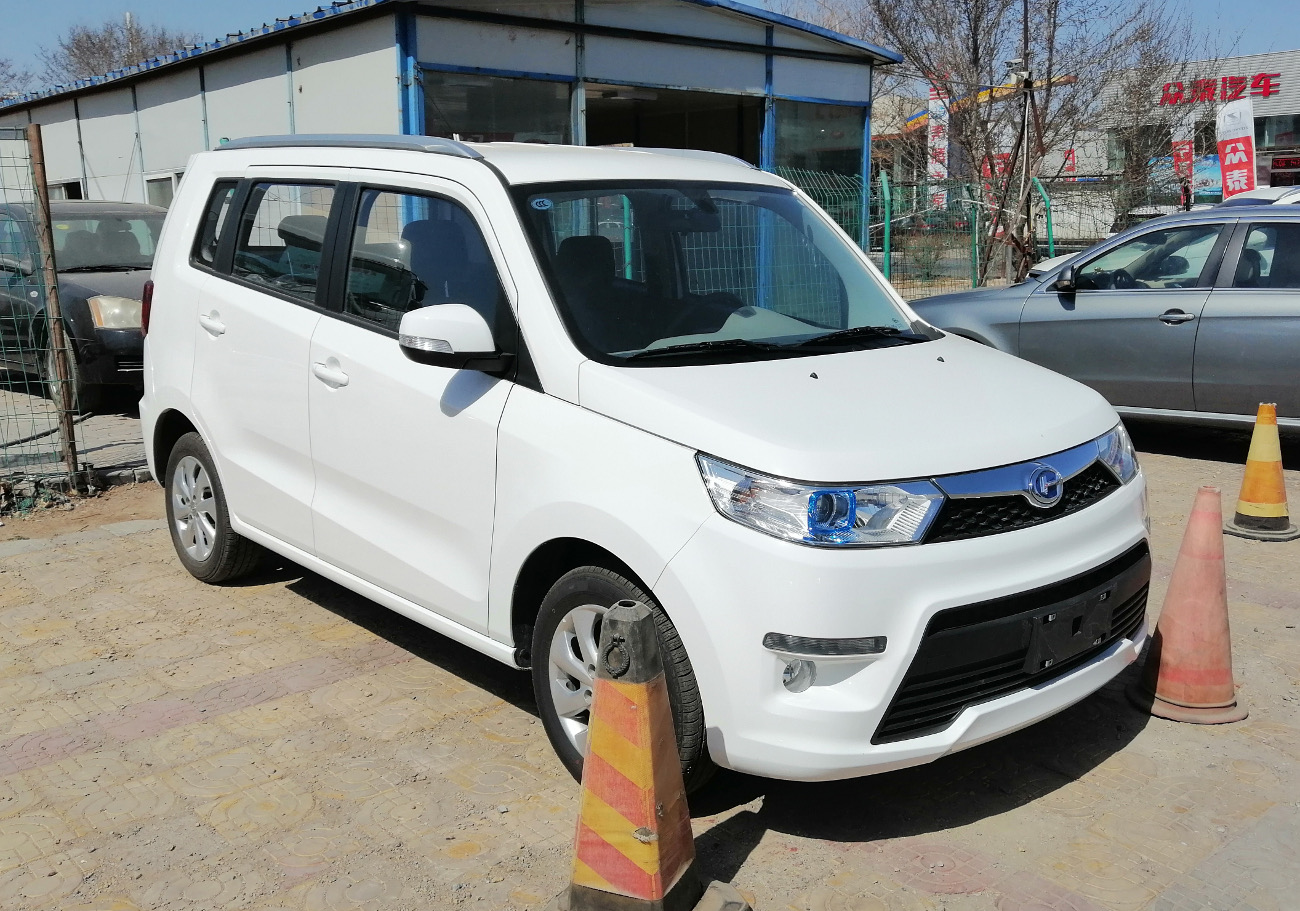
Changhe Big Dipper II
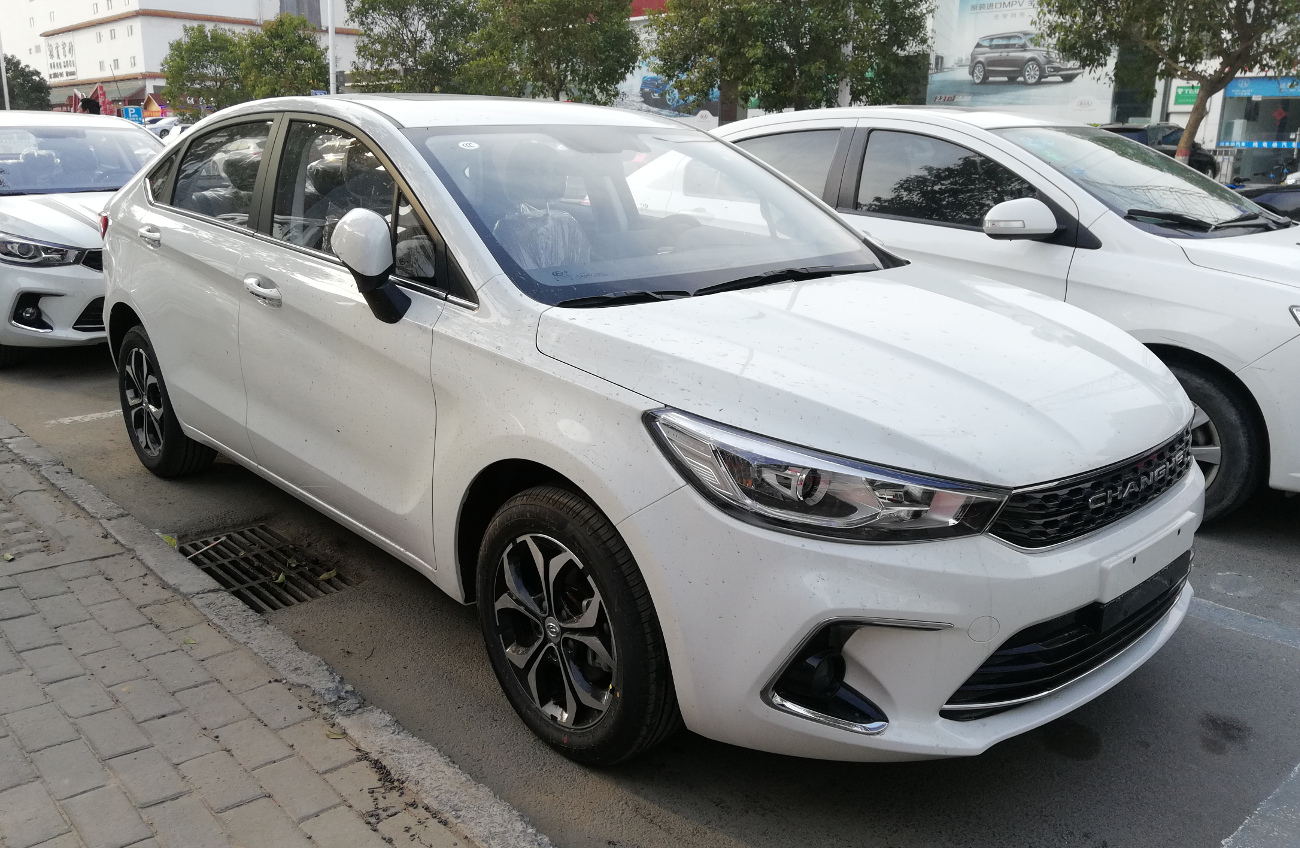
Changhe A6
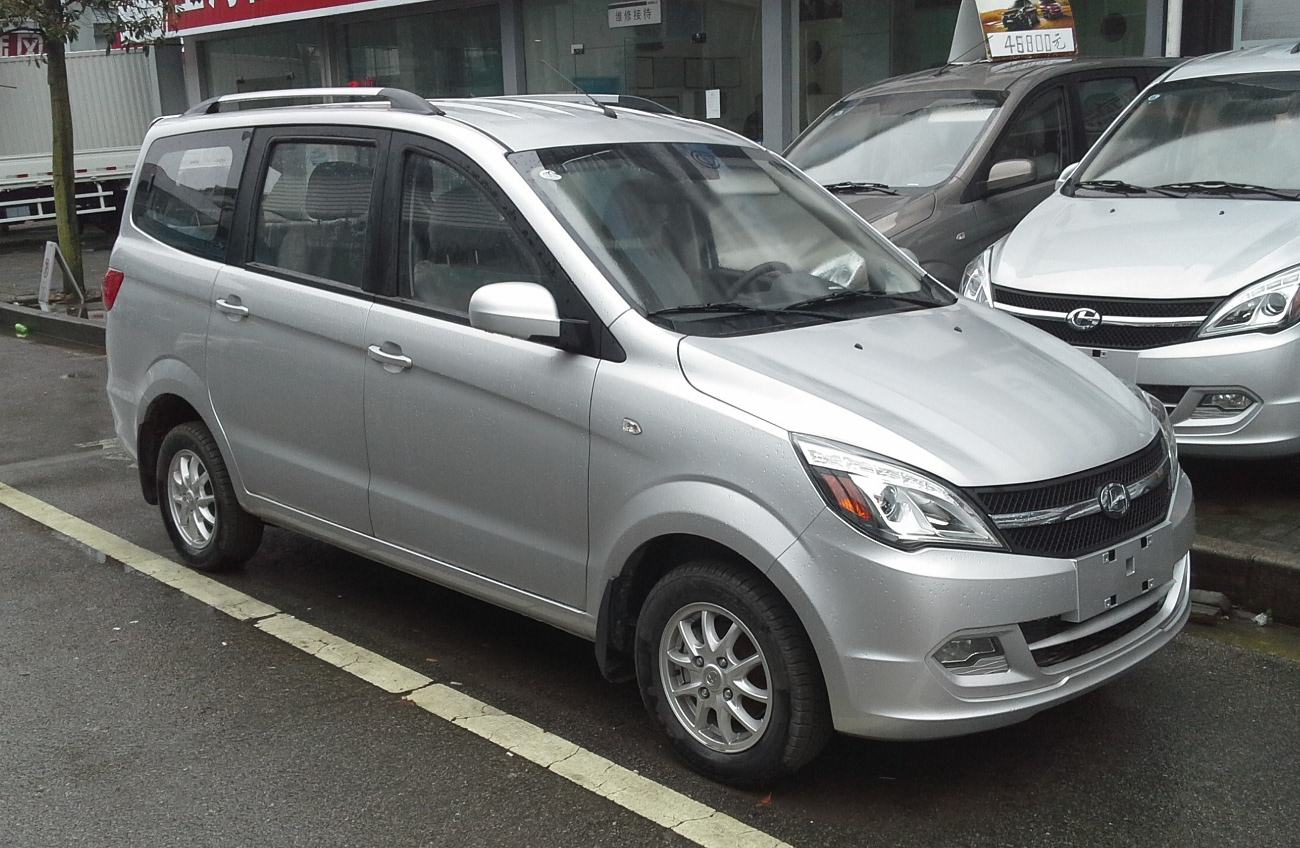
Changhe Freedom M50
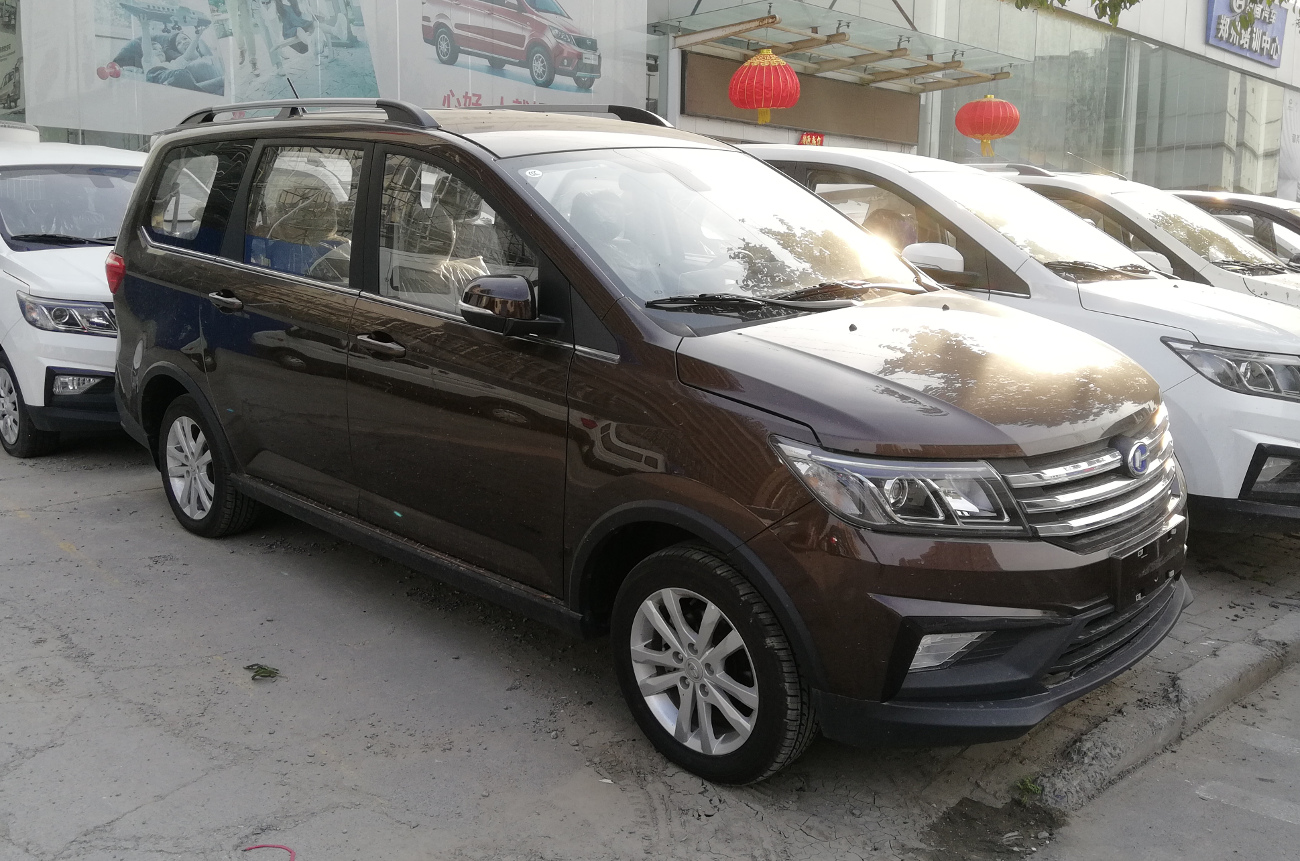
Changhe Freedom M70
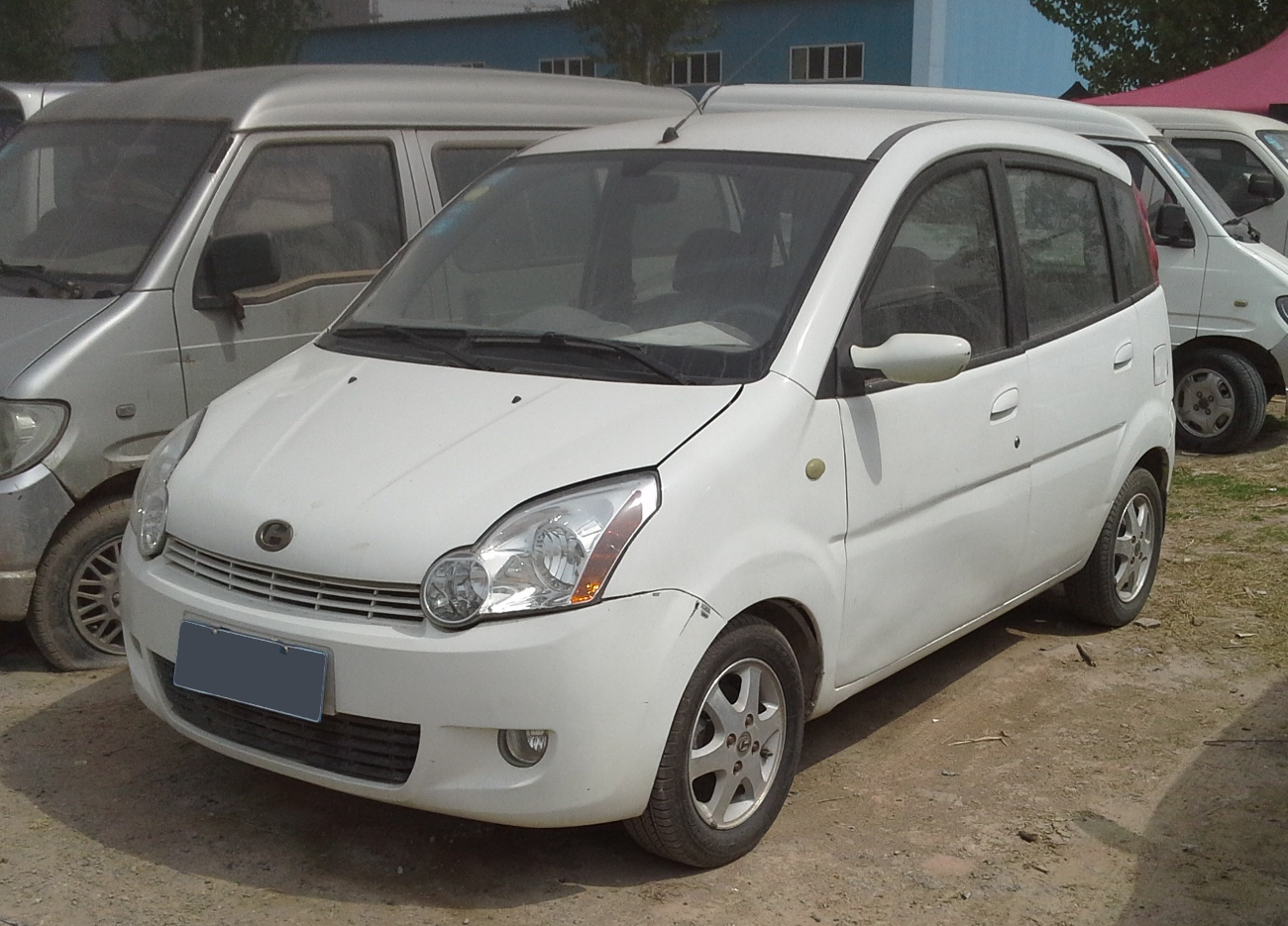
Changhe Ideal II
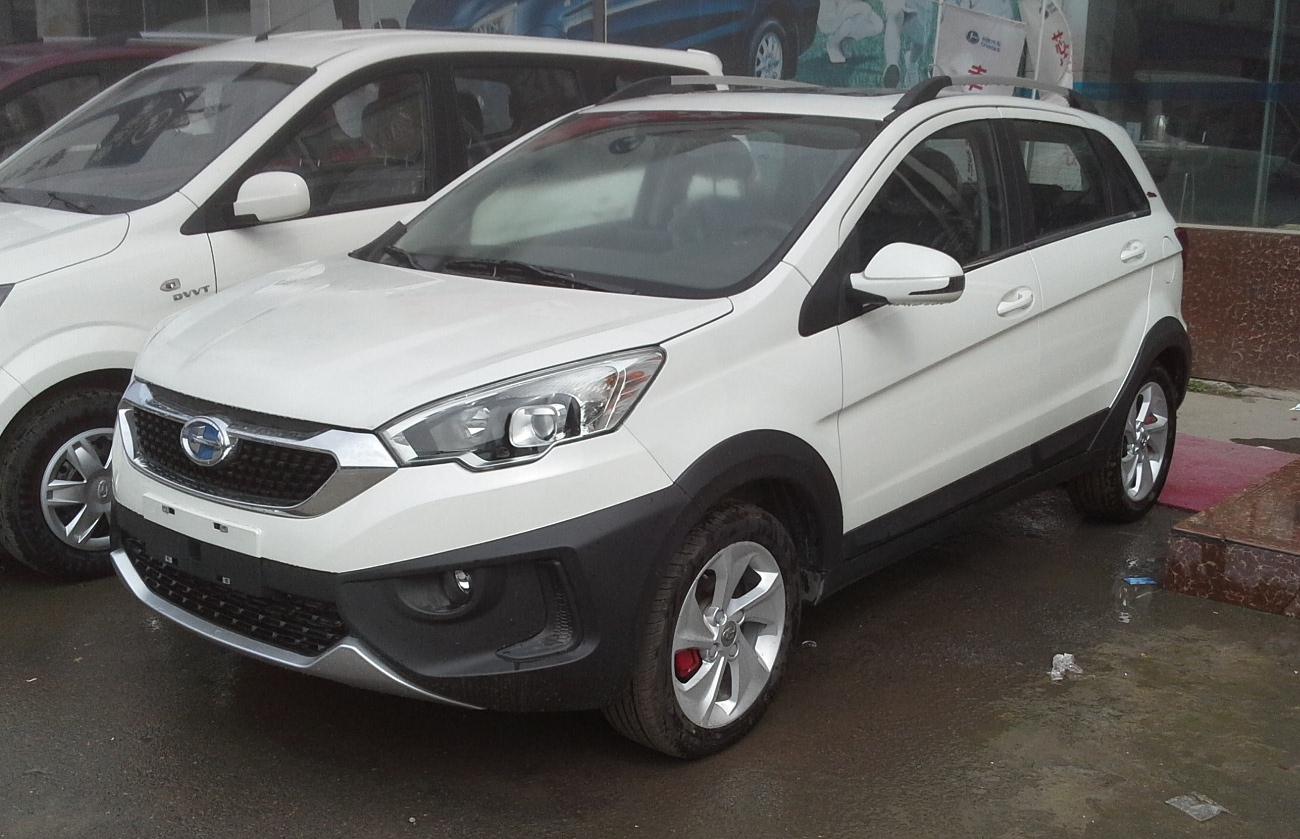
Changhe Q25
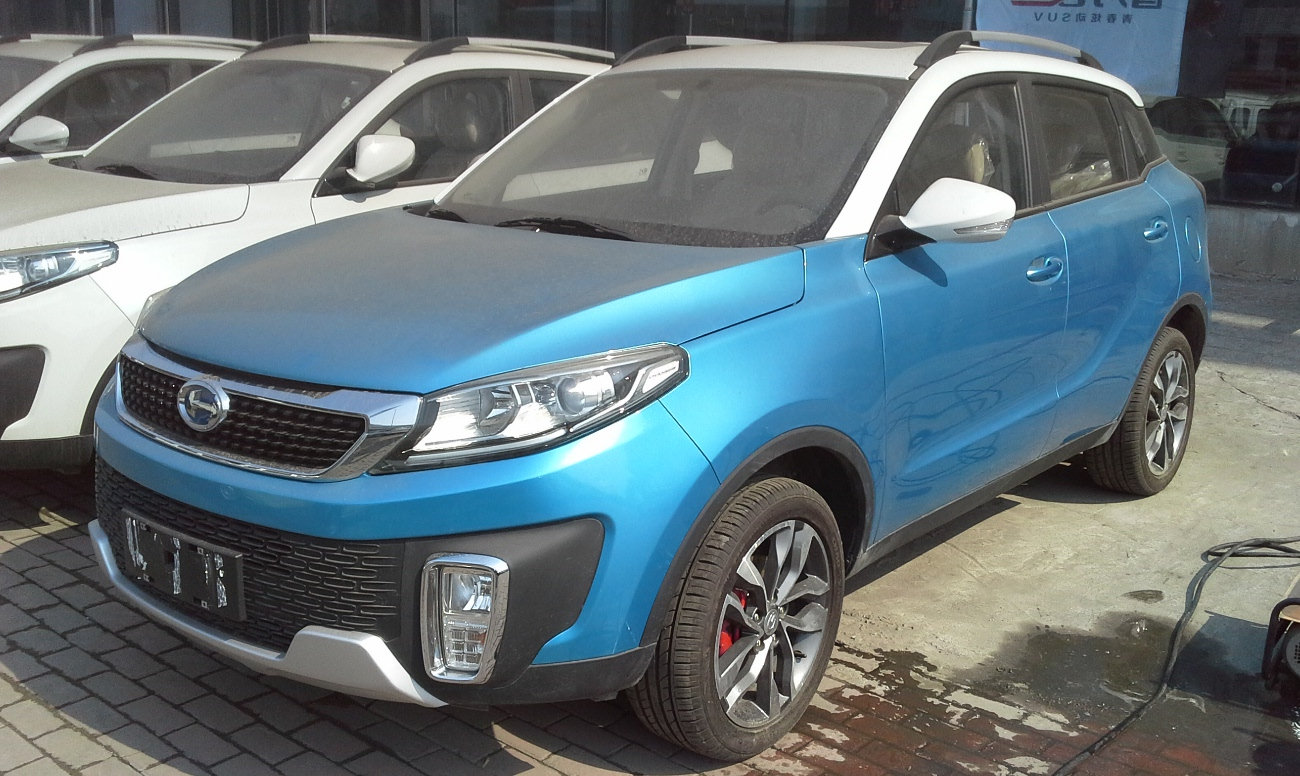
Changhe Q35
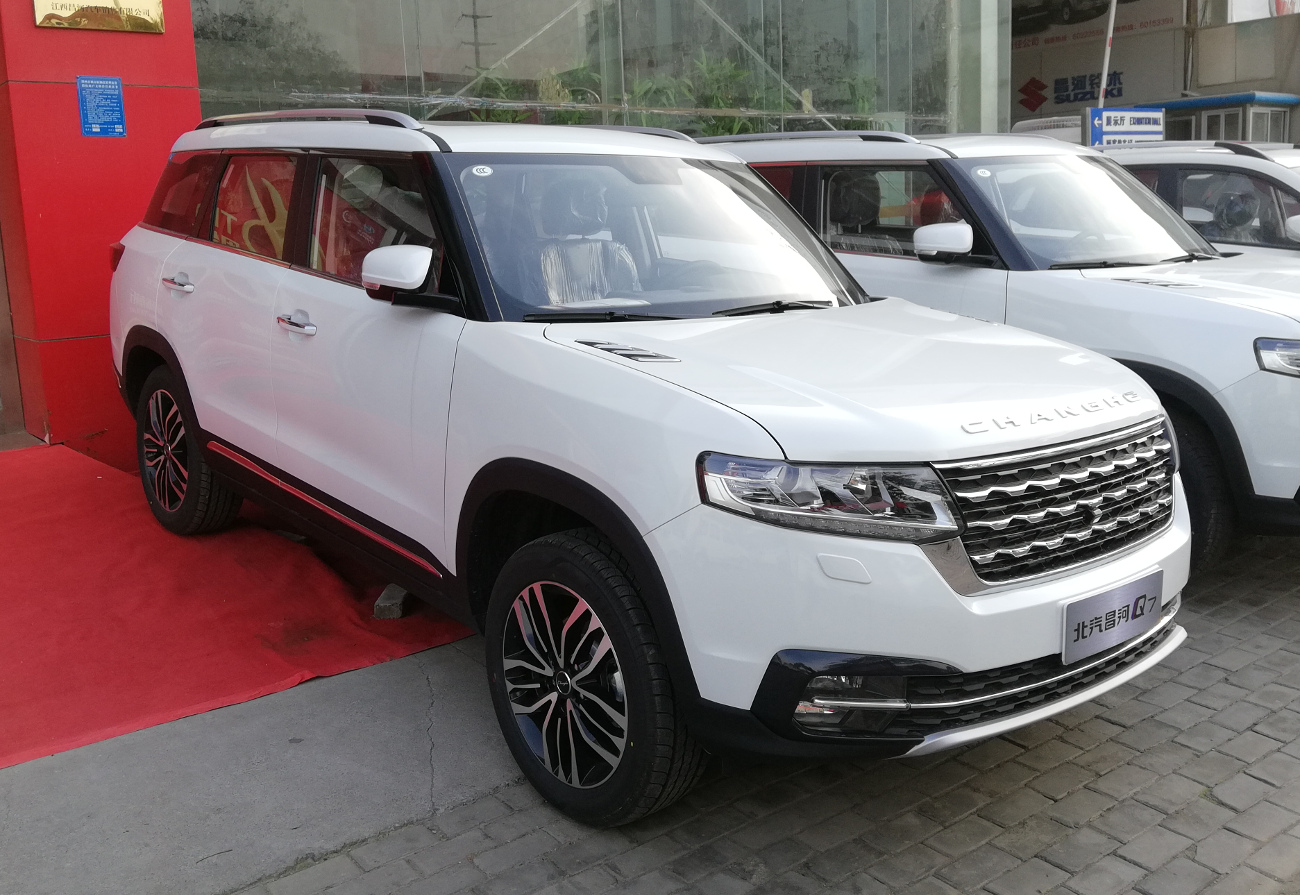
Changhe Q7